# Amerikaans Formule 4-kampioenschap
Het Amerikaans Formule 4-kampioenschap is het nationale Formule 4-kampioenschap van de Verenigde Staten, opgericht in 2016. Het wordt gehouden onder de Formule 4-reglementen van de FIA. Het kampioenschap wordt georganiseerd door SCCA Pro Racing, de professionele race-afdeling van de Sports Car Club of America, in samenwerking met de Automobile Competition Committee for the United States, de FIA-afgevaardigde organisatie voor de Verenigde Staten. Alle teams en coureurs gebruiken hetzelfde chassis en dezelfde motor.
De Formule 4 is opgericht door de FIA in maart 2013 voor jonge coureurs die vanuit het karting willen overstappen naar formulewagens, maar andere klassen zoals de Formule Renault 2.0 en de Formule 3 niet kunnen betalen. Het Amerikaanse kampioenschap is opgericht om jonge Noord-Amerikaanse coureurs te helpen om de overstap naar de formulewagens te maken, zonder in strijd te zijn met het opleidingsprogramma van de IndyCar Series. De kampioen ontvangt punten op diens FIA superlicentie.

## Format
Alle evenementen van het kampioenschap bestaan uit drie races, met uitzondering van de seizoensfinale op het Circuit of the Americas, dat in het voorprogramma van de Grand Prix Formule 1 van de Verenigde Staten wordt verreden en uit twee races bestaat. Alle races worden verreden ter support van andere autosportevenementen in de Verenigde Staten en, eenmalig in 2017, in Canada. Het eerste seizoen bestond uit vijf evenementen, een aantal dat in de loop der tijd is uitgebreid naar zes evenementen. Oorspronkelijk werden er alleen races verreden in het oosten van de Verenigde Staten, maar in de toekomst worden ook races aan de westkust georganiseerd.
Het chassis wordt gemaakt door Onroak Automotive met een 2000cc Honda-motor met 160pk. De banden worden geleverd door Pirelli. De totale kosten voor een seizoen in het kampioenschap worden geschat op $115.000.

## Resultaten
| Seizoen | Kampioen           | Team                                   | Tweede          | Derde                  |
| ------- | ------------------ | -------------------------------------- | --------------- | ---------------------- |
| 2024    | Daniel Quimby      | Crosslink Kiwi Motorsport              | Nicolas Stati   | Connor Roberts         |
| 2023    | Patrick Woods-Toth | Crosslink Racing with Kiwi Motorsports | Titus Sherlock  | Augusto Soto-Schirripa |
| 2022    | Lochie Hughes      | Jay Howard Driver Development          | Bryson Morris   | Noah Ping              |
| 2021    | Noel León          | DEForce Racing                         | Mac Clark       | Jason Alder            |
| 2020    | Hunter Yeany       | Velocity Racing Development            | José Blanco     | Spike Kohlbecker       |
| 2019    | Joshua Car         | Crosslink Racing with Kiwi Motorsports | Kiko Porto      | Christian Brooks       |
| 2018    | Dakota Dickerson   | Crosslink Racing with Kiwi Motorsports | James Raven     | Christian Rasmussen    |
| 2017    | Kyle Kirkwood      | Cape Motorsports                       | Raphael Forcier | Dakota Dickerson       |
| 2016    | Cameron Das        | JDX Racing                             | Konrad Czaczyk  | Kyle Kirkwood          |